# Catherine Ekuta
Catherine Ewa Ekuta, née le 25 novembre 1979, est une judokate nigériane.

## Carrière
Catherine Ekuta remporte la médaille d'or des Jeux africains de 2003 en moins de 57 kg. Elle est médaillée de bronze aux Jeux africains de 1999 et aux Championnats d'Afrique de judo 2000 en moins de 52 kg, aux Championnats d'Afrique de judo 2004 en moins de 57 kg, aux Championnats d'Afrique de judo 2005 en moins de 63 kg et aux Jeux africains de 2007 en moins de 57 kg. 
Elle est éliminée au deuxième tour des Jeux olympiques de 2004 par la Suisse Lena Göldi.